# Rod Roddy
Robert Ray „Rod” Roddy (ur. 28 września 1937 w Fort Worth, zm. 27 października 2003 w Los Angeles) – amerykański aktor.